# 1332 Marconia
Marconia (asteróide 1332) é um asteróide da cintura principal com um diâmetro de 44,1 quilómetros, a 2,6811591 UA. Possui uma excentricidade de 0,125234 e um período orbital de 1 959,92 dias (5,37 anos).
Marconia tem uma velocidade orbital média de 17,01286293 km/s e uma inclinação de 2,45531º.
O asteróide foi descoberto em 9 de Janeiro de 1934 por Luigi Volta.
O seu nome é uma homenagem ao físico e inventor italiano Guglielmo Marconi.